# Lista postaci serialu Degrassi: Nowe pokolenie
Poniżej znajduje się lista postaci kanadyjskiego serialu młodzieżowego Degrassi: Nowe pokolenie.

## Uczniowie
| Postać                  | Aktor                   | Serie w obs. głównej | Serie poza obs. gł. |
| ----------------------- | ----------------------- | -------------------- | ------------------- |
| Adam Torres             | Jordan Todosey          | 10–13                | –                   |
| Alex Nuñez              | Deanna Casaluce         | 5–6                  | 3–4, 7              |
| Alli Bhandari           | Melinda Shankar         | 8–14                 | –                   |
| Anya MacPherson         | Samantha Munro          | 8–11                 | 7                   |
| Ashley Kerwin           | Melissa McIntyre        | 1–4                  | 5–7                 |
| Becky Baker             | Sarah Fisher            | 12–14                | –                   |
| Bianca DeSousa          | Alicia Josipovic        | 10–13                | –                   |
| Blue Chessex            | Jordan Hudyma           | 8–9                  | –                   |
| Bruce the Moose         | Natty Zavitz            | 8–9                  | 7                   |
| Cam Saunders            | Dylan Everett           | 12                   | –                   |
| Chantay Black           | Jajube Mandiela         | 8–11                 | 4–7                 |
| Clare Edwards           | Aislinn Paul            | 8–14                 | 6–7                 |
| Connor DeLaurier        | A.J. Saudin             | 8–14                 | –                   |
| Craig Manning           | Jake Epstein            | 2–5                  | 6–8                 |
| Damian Hayes            | Mazin Elsadig           | 7                    | 6                   |
| Danny Van Zandt         | Dalmar Abuzeid          | 7–9                  | 4–6                 |
| Darcy Edwards           | Shenae Grimes           | 6–7                  | 4–5, 8              |
| Dave Turner             | Jahmil French           | 9–13                 | –                   |
| Declan Coyne            | Landon Liboiron         | 9–10                 | –                   |
| Derek Haig              | Marc Donato             | 7–8                  | 5–6                 |
| Drew Torres             | Luke Bilyk              | 10–14                | –                   |
| Eli Goldsworthy         | Munro Chambers          | 10–14                | –                   |
| Ellie Nash              | Stacey Farber           | 3–7                  | 2, 8                |
| Emma Nelson             | Miriam McDonald         | 1–9                  | –                   |
| Fiona Coyne             | Annie Clark             | 9–12                 | –                   |
| Frankie Hollingsworth   | Sara Waisglass          | 13–14                | –                   |
| Grace Cardinal          | Nikki Gould             | 13–14                | –                   |
| Hazel Aden              | Andrea Lewis            | 3–5                  | 1–2                 |
| Holly J. Sinclair       | Charlotte Arnold        | 7–11                 | 11                  |
| Hunter Hollingsworth    | Spencer MacPherson      | 14                   | 13                  |
| Imogen Moreno           | Cristine Prosperi       | 11–14                | –                   |
| Jack Jones              | Niamh Wilson            | 13–14                | 13                  |
| Jake Martin             | Justin Kelly            | 11–12                | –                   |
| Jane Vaughn             | Paula Brancati          | 7–9                  | –                   |
| Jay Hogart              | Mike Lobel              | 5–7                  | 3–4, 8–9            |
| Jenna Middleton         | Jessica Tyler           | 9–14                 | –                   |
| Jimmy Brooks            | Aubrey Graham           | 1–7                  | 8                   |
| Johnny DiMarco          | Scott Paterson          | 8–9                  | 6–7, 10             |
| J.T. Yorke              | Ryan Cooley             | 1–6                  | –                   |
| Katie Matlin            | Chloe Rose              | 11–13                | –                   |
| Kelly Ashoona           | Evan Williams           | 8                    | 9                   |
| K.C. Guthrie            | Sam Earle               | 8–12                 | –                   |
| Leia Chang              | Judy Jiao               | 8–10                 | –                   |
| Liberty Van Zandt       | Sarah Barrable-Tishauer | 1–8                  | 9                   |
| Lola Pacini             | Amanda Arcuri           | 14                   | –                   |
| Luke Baker              | Craig Arnold            | 12–14                | –                   |
| Manny Santos            | Cassie Steele           | 1–9                  | –                   |
| Marco Del Rossi         | Adamo Ruggiero          | 3–7                  | 2, 8–9              |
| Marisol Lewis           | Shanice Banton          | 11–12                | 10                  |
| Maya Matlin             | Olivia Scriven          | 11–14                | –                   |
| Mia Jones               | Nina Dobrev             | 7–8                  | 6, 9                |
| Mike Dallas             | Demetrius Joyette       | 12–14                | –                   |
| Miles Hollingsworth III | Eric Osborne            | 13–14                | –                   |
| Mo Mashkour             | Jake Neayem             | 11–12                | 11                  |
| Owen Milligan           | Daniel Kelly            | 10–12                | 10                  |
| Paige Michalchuk        | Lauren Collins          | 1–7                  | 8                   |
| Peter Stone             | Jamie Johnston          | 5–10                 | –                   |
| Riley Stavros           | Argiris Karras          | 8–11                 | –                   |
| Sav Bhandari            | Raymond Ablack          | 8–11                 | 7                   |
| Sean Cameron            | Daniel Clark            | 1–4, 6               | 7                   |
| Shay Powers             | Reiya Downs             | 14                   | –                   |
| Spinner Mason           | Shane Kippel            | 1–9                  | 14                  |
| Terri McGreggor         | Christina Schmidt       | 1–3                  | –                   |
| Tiny Bell               | Richard Walters         | 14                   | 13                  |
| Toby Isaacs             | Jake Goldsbie           | 1–5                  | 6–7, 8              |
| Tori Santamaria         | Alex Steele             | 11–12                | –                   |
| Tristan Milligan        | Lyle Lettau             | 11–14                | 11                  |
| Wesley Betenkamp        | Spencer Van Wyck        | 10–11                | 9                   |
| Winston Chu             | Andre Kim               | 13–14                | –                   |
| Zane Park               | Shannon Kook-Chun       | 10–11                | 9–10                |
| Zig Novak               | Ricardo Hoyos           | 11–14                | –                   |
| Zoë Rivas               | Ana Golja               | 13–14                | –                   |

## Dorośli
| Postać            | Aktor/ka        | Serie w obs. głównej | Serie poza obs. gł. |
| ----------------- | --------------- | -------------------- | ------------------- |
| Archie Simpson    | Stefan Brogren  | 1–14                 | –                   |
| Caitlin Ryan      | Stacie Mistysyn | 3–5                  | 1–2, 7              |
| Dan Raditch       | Dan Woods       | 1–4                  | –                   |
| Daphne Hatzilakos | Melissa DiMarco | 5–7                  | 2–4, 8-9            |
| Joey Jeremiah     | Pat Mastroianni | 2–5                  | 1                   |
| Spike Nelson      | Amanda Stepto   | 3–7                  | 1–2, 8–9            |
| Winnie Oh         | Cory Lee        | 10–13                | –                   |